# Tarta salada

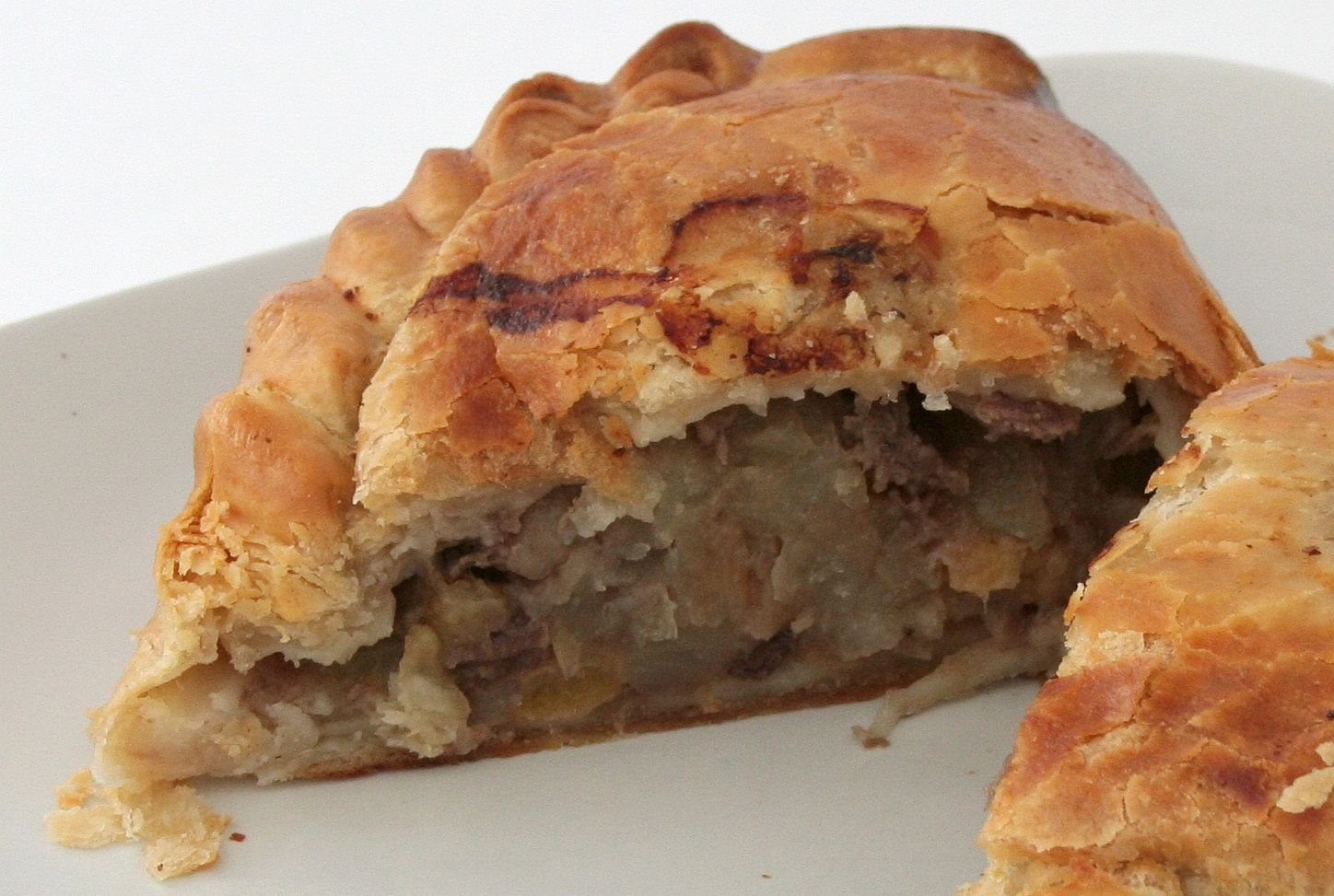
Un tradicional Cornish pasty relleno con trozos de filete (steak) y verduras.

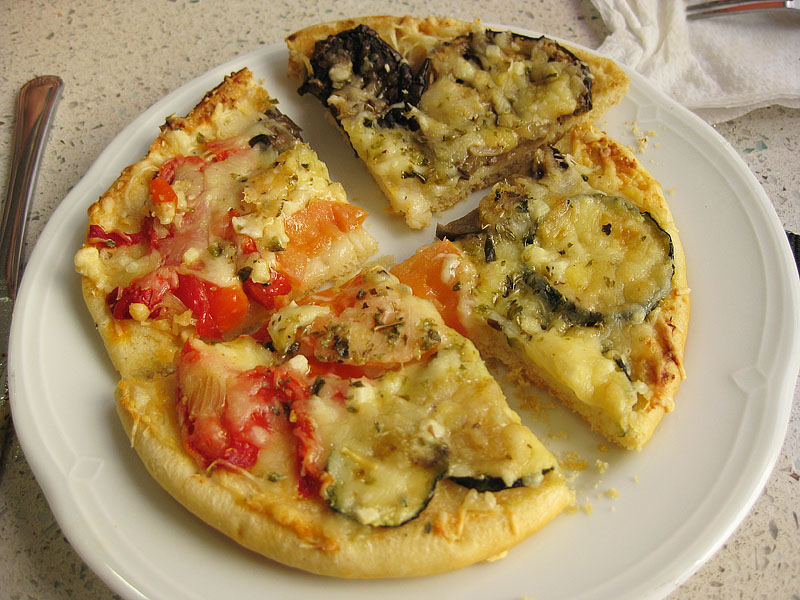
Una típica coca de verduras.

Las tartas saladas son una preparación culinaria dentro de la familia de las tartas, cuyos ingredientes se caracterizan principalmente por tener sabor salado. Se caracterizan por tener un aporte proteínico mayor que las variantes dulces. Suelen llevar en su interior masas elaboradas con carnes (de cerdo, de vaca, de pollo), pescados y mariscos, generalmente picados o molidos, generalmente cocinados mediante cocción, bien sea estofados o guisados. A diferencia de las tartas dulces, las saladas suelen servirse al comienzo de los platos bien sea como aperitivo, entremés o tapa, pudiendo llegar en ciertos casos a ser un plato principal. En muchas gastronomías suelen ir unidas al concepto de comida aprovechable, es decir que utiliza los restos de otras comidas o alimentos.

## Características
Entre las principales características de este tipo de tarta se encuentra su sabor: que preponderantemente por la composición de sus ingredientes es salado. Las masas que recubren las tartas saladas suelen ser fuertes, debido en parte a la mayor densidad de sus ingredientes, es por esta razón por la que se considera el empleo de masas quebradas u hojaldradas que soportan. Al igual que las variantes dulces pueden clasificarse en tartas abiertas o cerradas. En muchas gastronomías se emplea puré de patatas. Las carnes empleadas en los pasteles salados, en muchos casos, se han cocinado previamente y provienen de restos (es decir de entresijos y asaduras).   

## Tipos de Tartas
Las tartas saladas tienen diversos ejemplos a lo largo de la cocina de varios países a lo largo del mundo. Algunos de los ejemplos más relevantes se pueden encontrar en:
- Bacon and egg pie
- Butter pie
- Chicken and mushroom pie
- Corned beef pie
- Cottage pie (or shepherds' pie)
- Game pie
- Fish pie
- Homity pie
- Pastel de carne
- Pasty
- Pizza
- Pork pie
- Pot pie
- Quiche
- Scotch pie
- Curry pie
- Stargazy pie
- Steak pie
- Steak and kidney pie
- Tourtière